# Himertosoma ambaniandrum
Himertosoma ambaniandrum là một loài tò vò trong họ Ichneumonidae.